# Мария-Луиза Досева-Георгиева
Мария-Луиза Константинова Досева-Георгиева е първата жена-архитект в България. 

## Биография
Родена е на 8 септември 1894 г. в Търговище в семейството на известния адвокат, търговец, банкер и народен представител в Обикновеното народно събрание от 1893 г. до 1919 г. Константин Досев. Първоначално учи в родния си град, а гимназиалното си образование започва във Велико Търново, завършва го във Варна. Рисува великолепно върху коприна, отличничка е на випуска си и получава награда от Министерството на образованието.
След завършване на средното си образование тя избира архитектурата. Записва специалността в Техническия университет в Мюнхен, но високият успех и препоръките се оказват безсилни пред статуквото, че за архитекти се обучават само мъже. Амбициозността и силното ѝ желание да се занимава с проектиране на сгради я отвеждат към друг технически университет в Германия – в Дармщат, където властите се оказват не толкова консервативни и издават специално разрешение за следването ѝ като редовна студентка през 1913 г. 
Мария-Луиза „попива“ с интерес лекционния материал, но и старата архитектура и историческите артефакти в германския град. Младата българка се дипломира се с мечтаната специалност „архитект“ на 20 декември 1917 г.
Следдипломната си практика като инженер-архитект Досева провежда в инженерно-архитектурно бюро с район Стара Загора – Хасково и към архитектурния отдел към Окръжно инженерство в Бургас. Атестатът и на двете места е отличен.
Въз основа на дипломата и положителния атестат от стажа, Министерството на обществените сгради, пътища и благоустройството удостоверява, че „госпожица Мария-Луиза Досева може да практикува по специалността си“. 
Така тя става първата архитектка в България, практикувала 53 години, дипломирана само седмици след Елена Маркова, която обаче се отказва от попрището при омъжването си.
Арх. Мария-Луиза Досева-Георгиева умира на 11 април 1975 г. в Бургас. 

### Ранни години
На 5 януари 1918 г. Мария-Луиза Досева се омъжва за арх. Минко Георгиев, с който се познават от университета в Дармщат, и заживява в родния град на съпруга си Стара Загора. Там се ражда и първото от четирите им деца – Георги. 
Две години след това семейството се установява в Бургас – град, който по това време се развива много интензивно и предоставя разнообразни възможности за изява на архитектите. 
Арх. Минко Георгиев е назначен за държавен архитект в морския град, а в края на 1920 г. архитект Мария Досева открива самостоятелно архитектурно бюро в Бургас.
Първият ѝ проект е от 13 септември 1920 г. по поръчка на Тоню Неделчев за къща с две стаи и салонче. Известността на архитектурното бюро бързо се разпространява не само в Бургас, но и в Сливен, Ямбол, Варна. Проектите му са разнообразни – жилищни сгради, дюкяни, фурни, мелници, маслобойни. По проект на арх. Досева са построени училищата в Камено, Трояново, Русокастро, Средец, Извор, Приморско, Равна гора, Каблешково и др. 

## Проекти
Арх. Досева-Георгиева проектира едни от емблематичните сгради в Бургас, останали като архитектурни паметници от ХХ век: хотел „Булевард“ в началото на ул. „Александровска“ откъм жп гарата, който е построен непосредствено след Първата световна война (по-късно е преименуван на „Чехословакия“) и носи белезите на немския сецесион – богато украсена фасада с абстрактни геометрични плетеници, заимствани от източните „арабески“, флорални орнаменти, глави и медальони. През 1923 г. арх. Досева-Георгиева проектира къщата на известния по онова време търговец Петър Чюлулов и съпругата му Невена, в която живее по-късно и Курт Якубовски – директор на предприятие за солопроизводство „Гларус“ и немски консул в България. Нейни проекти са и къщата на Георги Попаянов, къщата на Кюлинов, на адвоката Шейретов, вилата на д-р Д. Кьорчева в Несебър, къщата на д-р Арнаудов в Ямбол и др. 
След 1947 г. е инвеститор-контрольор на Районната Проектанска организация в Бургас. 
Младата българска архитектка участва активно и ефективно в различни социални дейности. Тя подпомага благотворително дружество „Милосърдие“ и сътрудничи за основаването на професионално шивашко училище за момичета и домакини в Бургас. Участва и в инициативи на женско дружество „Самосъзнание“ в града, където инициира и съосновава първата детска градина.
След нелепата смърт на мъжа си през 1947 г. продължава да работи без прекъсване до 1973 г. 
Съюзът на архитектите в България на свой извънреден конгрес (юни 1968 г.). я провъзгласява за „Почетен член на Съюза на архитектите в България“ и я награждава със златната значка на Съюза и почетна грамота за цялостната ѝ дейност и я провъзгласява за почетен член на САБ. 
Носител е и на орден „Майчина слава“ за раждането и отглеждането на четири деца.